# 江萬頃
江萬頃（1211年—1275年），名伯，字子玉，號古崖，萬頃是他出仕做官後的用名，江州都昌人，南宋政治人物。南宋愛國丞相江萬里的弟弟。

## 生平
端平三年（1236）與胞兄江萬里一同考上進士，曾分别担任过提舉市舶司、知府、江西提舉常平、戶部尚書等。他做官的時候內宽外明，廉潔循良，並曾創辦學校、置辦義田。德祐元年（1275年）三月，與兒子江鐸前往饒州探望兄長，准备报效国家，不幸城池被攻陷，遭元兵俘虏，元兵准备向他勒索金銀，却什么也没得到，江萬頃又不停地辱骂元兵，结果被肢解而死。江萬里與儿子江鎬、江萬頃與兒子江鐸都在同一天殉國。他和他的兄弟江萬里、江萬載，因為先後科舉高中，且又都担任宋朝高官，最後又先後殉國，被後世雅稱為江氏三古或江氏三昆玉。

## 后人评价
元兵渡江後,饒州城被攻破，除江萬頃以身殉國外，他的兄长江萬里也跳止水自杀，江萬里家族的成年子孫中，有七、八人在其後的反抗外族入侵，故被认为是世間少有忠烈之家。有对联「兄宰相，弟尚書，聯璧文章天下少；父成仁，子取義，滿門忠孝世間稀」形容该家族。

## 后代
江萬頃殉國後，他的子孫大多逃難福建(江氏族譜記載:景炎元年，即西元1276年，夫人錢氏帶著兒子和姪子們，隨兄江萬載前往福建，避居汀州府寧化縣石壁村)。由於種種歷史原因，造成了江萬頃後代流寓各地，在各地江氏客家家譜中出現的情況。粵東、閩西一帶上杭、永定江氏及台灣的永定江氏都把其父親江燁奉為一世祖，稱其為江八郎；江萬頃奉為二世祖，稱他為江十二郎(行輩為十二)。